# 李弇
李 弇（り えん、生没年不詳）は、五胡十六国時代前涼の人物。字は季子（『十六国春秋』には子完とある）。もとの名は良といった。本貫は隴西郡狄道県。

## 生涯
前漢の名将李広の14世孫であるという。
隴西李氏は涼州では著名な豪族であり、祖父の李雍、父の李柔は西晋に仕えて郡太守を歴任した。
李弇の詳細な事績は伝わっていないが、張軌の時代に前涼に仕え、後に武衛将軍・天水郡太守を務め、安世亭侯に封じられている。妻は梁氏といった。
ある時、前涼の4代君主張駿は戯れて「卿は名を良といい、妻の姓は梁である。夫妻が同音であれば、子孫は母の兄弟と会った時にどう称すればよいか。昔、耿弇は弱年にして功を立て、事業を創立した。我が今卿に頼るのは、耿氏と同様である」と語った。その為、名を弇と改めた。
やがて56歳で亡くなった。
子は李昶といい、幼い頃から美名があったが、18歳にして亡くなった。この時、彼の妻は既に子を宿しており、これが西涼の初代君主李暠（李弇の孫）である。
400年、李暠が西涼を建国すると、李弇は涼景公と追諡された。